# Giuseppe Patania
Giuseppe Patania  (né le 18 janvier 1780 à Palerme, en Sicile et mort le 23 février 1852  dans la même ville) est un peintre italien de la période néoclassique connu pour ses portraits et ses sujets historiques.

## Biographie
Giuseppe Patania a étudié avec Giuseppe Velasco et Vincenzo Riolo.
Il est enterré dans l'église San Domenico à Palerme, où son tombeau porte l'inscription « Il choisit la beauté de la Nature ». Parmi ses élèves, on peut citer Andrea D'Antoni et Pietro Volpes.

## Œuvres

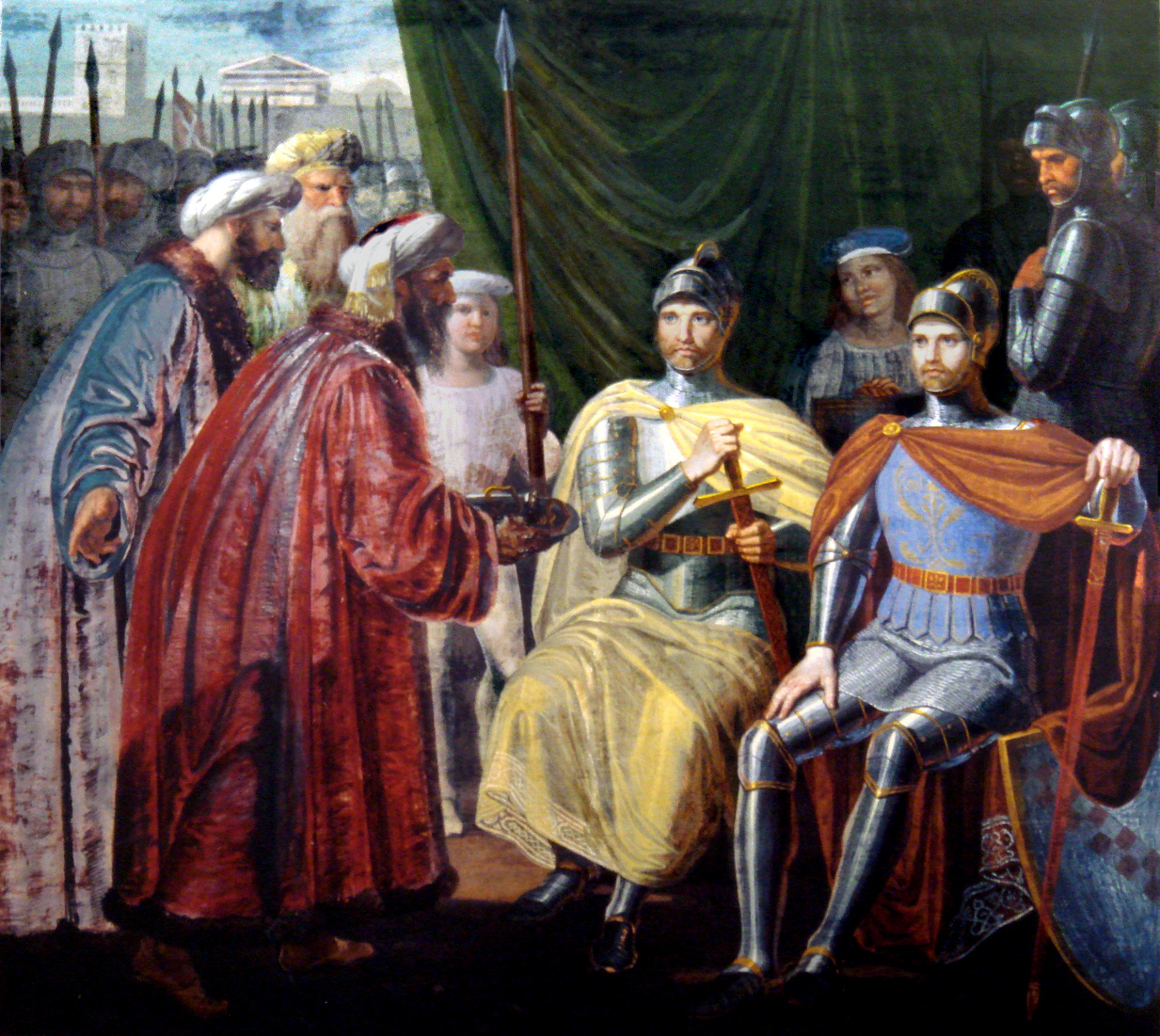
Roger II de Sicile reçoit les clés de Palerme, 1830, fresque, Palais des Normands.
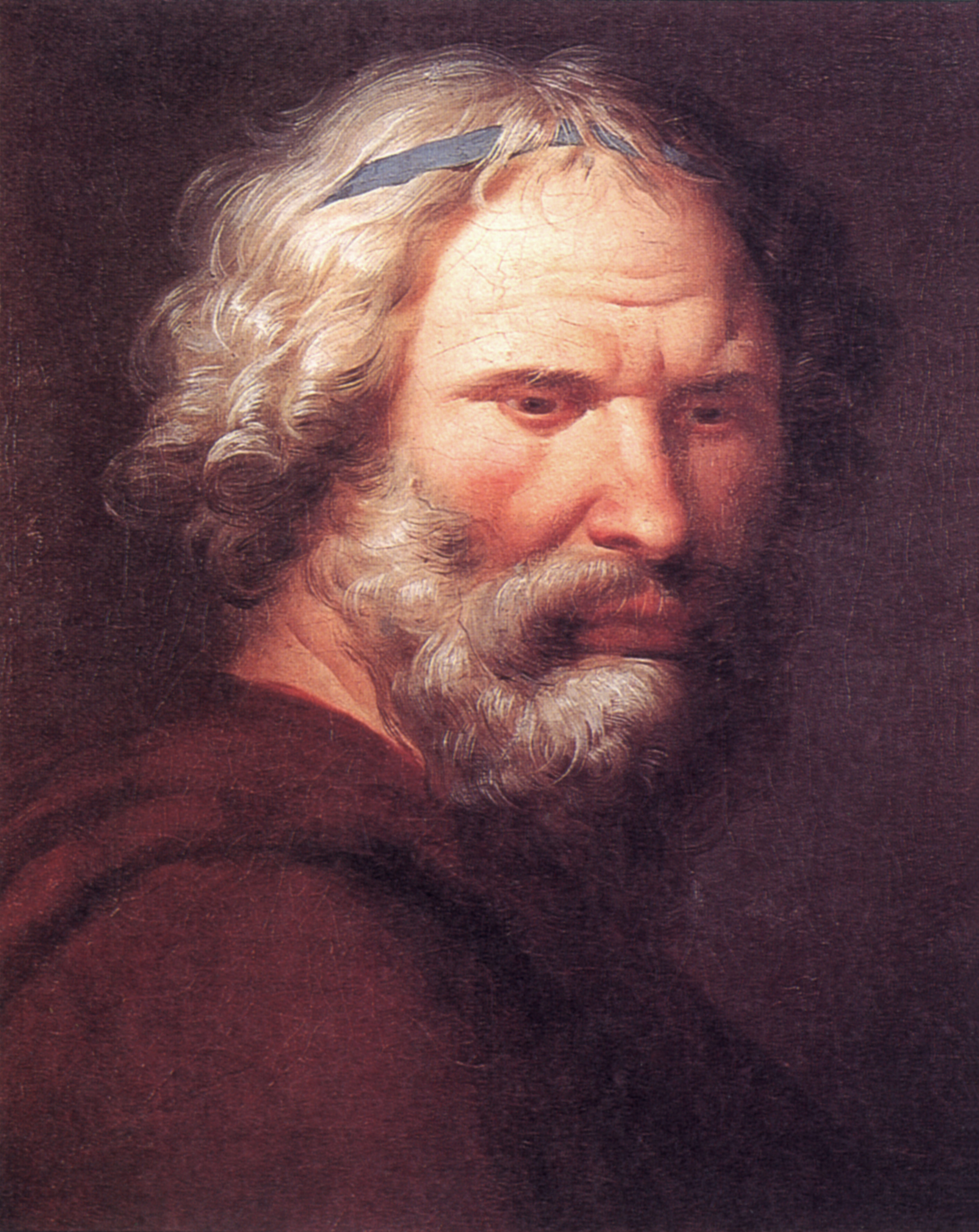
Archimède, huile sur toile, bibliothèque communale, Palerme, Italie.
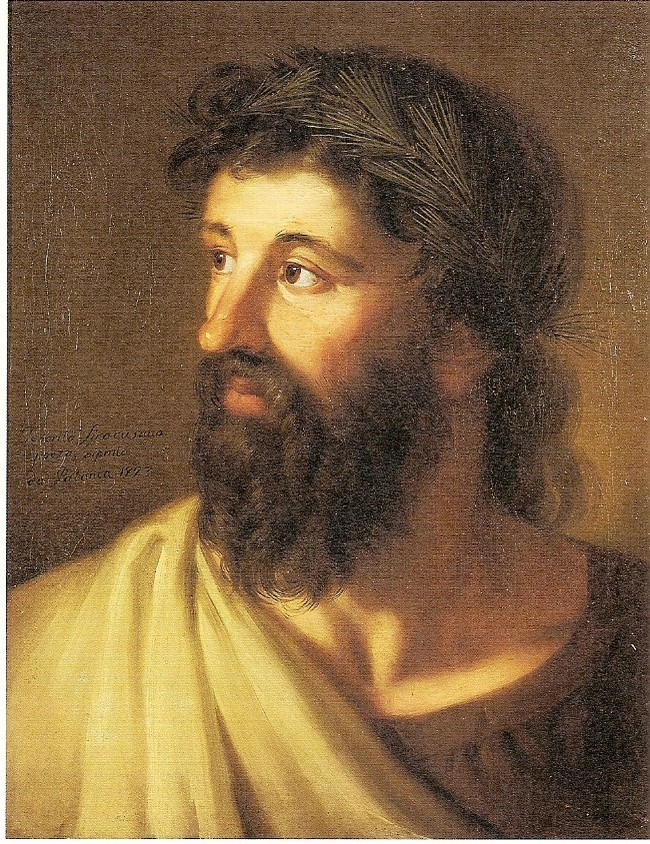
Portrait de Timoleonte, huile sur toile.
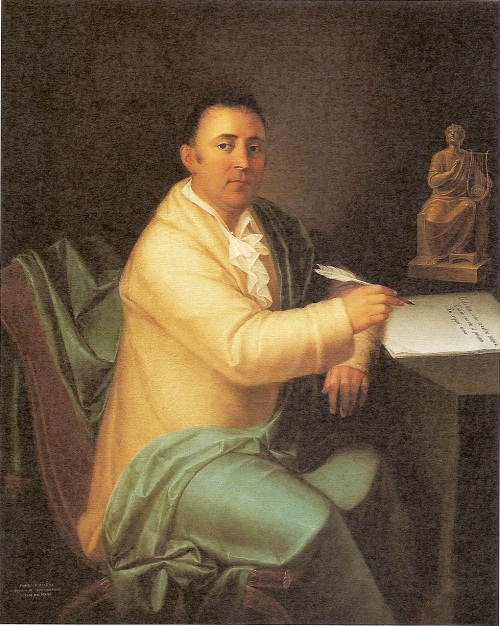
Portrait de Tommaso Gargallo, 1812, huile sur toile.
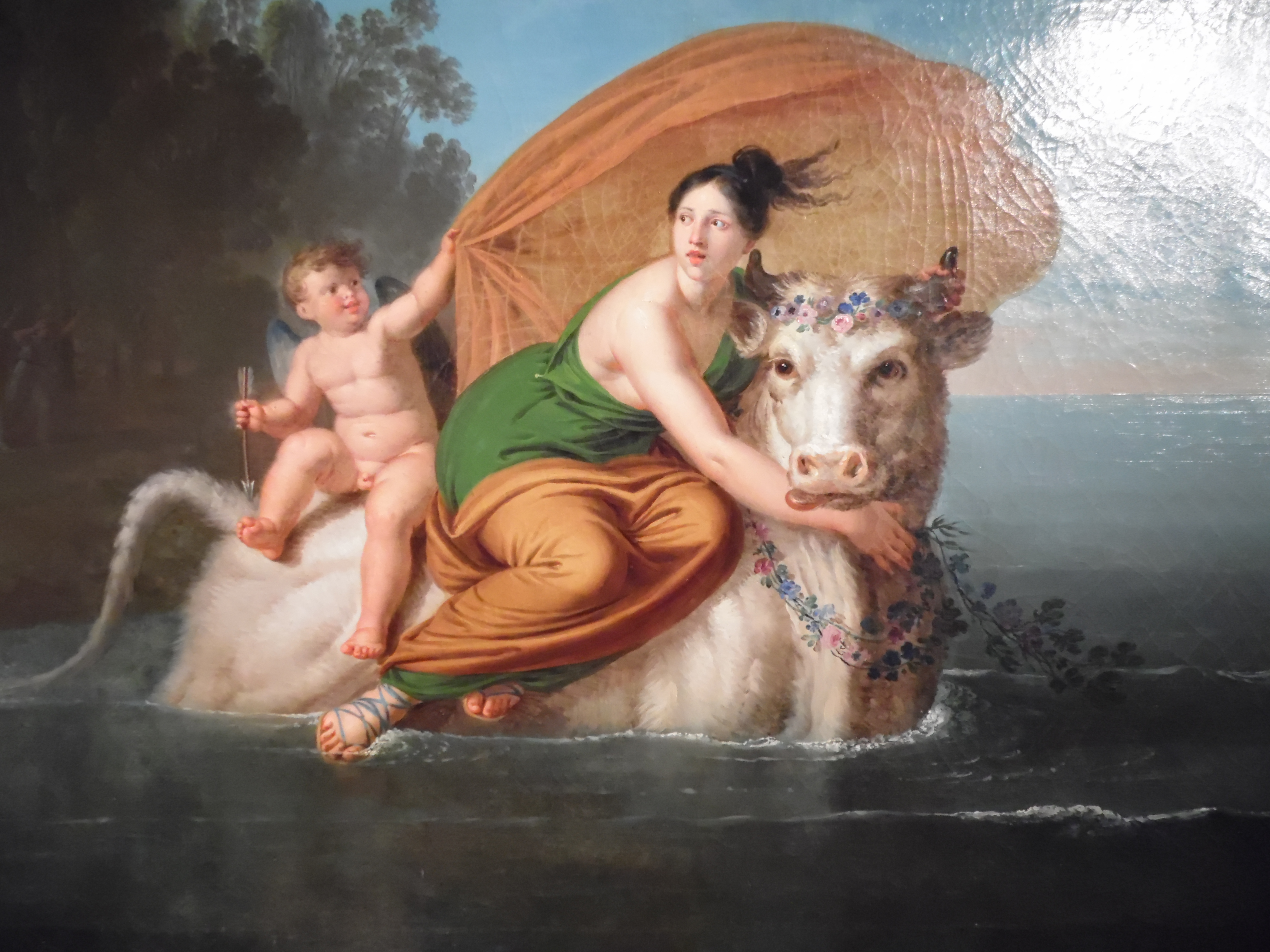
Ratto d‘ Europa, 1828-1829, Galleria d’Arte Moderna (Palerme)